# レゴ スター・ウォーズ コンプリート サーガ
『レゴ スター・ウォーズ THE VIDEO GAME』（1作目）では新3部作を、『レゴ スター・ウォーズII THE ORIGINAL TRILOGY』では旧3部作のストーリーを再現している。
2008年には前述の2作をまとめた上に新ステージを追加した『レゴ スター・ウォーズ コンプリート サーガ』 (Lego Star Wars: The Complete Saga) が発売されたプレイステーション3版はオンラインによるマルチプレイモードに対応。日本ではWii版とプレイステーション3版のみが発売された。当初はニンテンドーDS版の発売も予定されていたが、発売中止となった。
スター・ウォーズの世界をかなり再現していて、原作を忠実にしているが、原作より変更された描写も存在する。原作から最も変更された描写は、エピソード6のルークとヴェイダーのシーンである。原作では再びお互い刃を交えているのに対しレゴ版では、皇帝のもとに連行されたルークはいきなり皇帝の電撃を喰らい、それを見たヴェイダーはしばらく見守っていたが、迷いを振り払うと息子を救うべく代わりに電撃を受けてよろめく。それをみた皇帝はニヤッと笑うとライトセーバーを一閃させてルークと闘うが、このときからジェダイの心を取り戻したヴェイダーがルークの味方にまわり、親子で皇帝に挑むと原作をアレンジした描写が存在する。

## シリーズ
- レゴ スター・ウォーズ THE VIDEO GAME
- レゴ スター・ウォーズII THE ORIGINAL TRILOGY
  - レゴ スター・ウォーズ コンプリート サーガ
- Lego Star Wars III: The Clone Wars （日本語未対応）
- レゴ スター・ウォーズ/フォースの覚醒
- レゴ スター・ウォーズ：スカイウォーカー・サーガ